# 丁诩
丁诩（？—？），宋朝政治人物。
丁诩曾于1039年接替钱括任华亭县知县一职，1041年由钱贻范接任。